# Stefano Gobatti
Stefano Gobatti (Bergantino, Vèneto, 5 de juliol de 1852 – Bolonya, 17 de desembre de 1913) fou un compositor italià del Romanticisme.
Als vint-i-un anys estrenà a Bolonya la seva primera òpera I Goti (1873) que aconseguí un extraordinari èxit i que feu cèlebre al seu autor en pocs dies, sent sol·licitada la partitura pels principals teatres d'Itàlia. L'obra va tenir un èxit sense precedents i va despertar tants elogis com per ser recordada pels historiadors com un dels grans triomfs de la història del melodrama. Per aquesta òpera, Gobatti va ser proclamat l'èmul de Verdi i el competidor de Wagner, però de seguida va romandre arraconada en els prestatges del seu editor.
Dos anys més tard estrenà la seva segona òpera, Luce, que encara augmentà la seva reputació de jove compositor, però les seves obres següents no respongueren a les esperances que les dues anteriors havien fet concebre. El 1881 va estrenar Cordelia.